# Louis Auguste Boudet
Pour les articles homonymes, voir Boudet.
Louis-Auguste Boudet, né le 29 août 1803 à Paris et mort le 25 mai 1886 à Lamonzie-Saint-Martin en Dordogne, est un homme politique français.

## Biographie
Il est le fils de Jean Boudet (1768-1809) et d'Augustine d'Arboussier (1779-1849). Son père est général de division ; il est fait comte de l'Empire en 1808. Il a deux sœurs : Aimée (1797-1798) et Anne (1800-1861).
Le 19 novembre 1832, il épouse à Lamonzie-Saint-Martin Madeleine de la Chapelle (1810-1884) ; ils ont quatre enfants :
- Marie-Augustine (1833-1920), mariée en 1855 avec Félix Foussal (1820-1866) ;
- Georges (1835-1868), marié en 1856 avec Gabrielle Teyssendier de la Serve (1838-1916) ;
- Henri (1836-1918), marié en 1864 avec Thérèse Desse (1846-1929) ;
- Jules (1836-1925), marié en 1862 avec Pauline Latrille (1839-1920).

Propriétaire terrien, il est député de la Dordogne de 1864 à 1870, siégeant avec la majorité soutenant le Second Empire. Il est chevalier de la Légion d'honneur. Il se présente aux élections de 1876, mais échoue face à son concurrent républicain, Jean Garrigat. Il meurt à Lamonzie-Saint-Martin le 25 mai 1886.